# 松木平駅
松木平駅（まつきたいえき）は、青森県弘前市にある弘南鉄道大鰐線の駅である。駅番号はKW 07。駅名は松木平から採られているが、所在地は小栗山となる。

## 歴史
- 1952年（昭和27年）1月26日：弘前電気鉄道により開業。
- 1970年（昭和45年）10月1日：弘南鉄道に譲渡。

## 駅構造

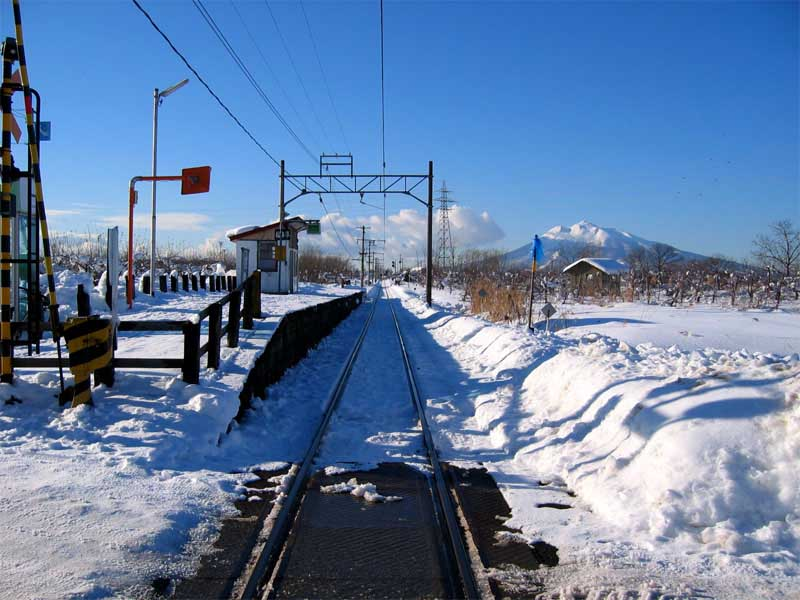
雪中の松木平駅。画面右手は岩木山。

単式ホーム1面1線の地上駅。無人駅である。

## 利用状況
| 1日乗降人員推移 | 1日乗降人員推移 |
| 年度            | 1日平均人数     |
| --------------- | --------------- |
| 2011年          | 33              |
| 2012年          | 29              |
| 2013年          | 29              |
| 2014年          | 25              |
| 2015年          | 26              |
| 2016年          | 29              |
| 2017年          | 40              |

## 駅周辺
水田、りんごなどの農村地域である。
- まつば保育園
- 弘南バス弘前営業所
- 弘南バス「松木平駅前」停留所（弘前バスターミナル - 小栗山線、小栗山 - 神田線）

## 隣の駅
弘南鉄道
■大鰐線
津軽大沢駅（KW 08） - 松木平駅（KW 07） - 小栗山駅（KW 06）